# Wish You Were Here (chanson de Rednex)
Pour les articles homonymes, voir Wish You Were Here.
Singles de Rednex
Old Pop in an Pak
(1995) Wild 'N Free
(1995)
Wish You Were Here est une ballade du groupe suédois Rednex tirée de son premier album Sex & Violins (en). Produit par Denniz Pop et Max Martin, la chanson est numéro un en Autriche, en Allemagne, en Norvège et en Suisse. En Autriche, c'est le single le plus vendu en 1995. De plus, la chanson atteint la 2e place en Islande, la 3e en Suède et la 6e Finlande. À l'Eurochart Hot 100, il culmine en 5e position.

## Réception critique
Le magazine américain Billboard qualifié la chanson de « ballade étonnamment sincère ».  J. D. Considine (en) de la Daily Gazette (en) la décrit comme une « ballade étonnamment Abba-esque » dans sa critique de Sex & Violins.  Music & Media écrit que « le troisième [single] à venir, Wish You Were Here, se concentre sur un aspect totalement différent. C'est une ballade, chantée avec beaucoup de vibrato et de pathétique dans le style de Dolly  ».

## Classements
Wish You Were Here réussit à avoir un impact dans les Charts en Europe, devenant un succès majeur dans de nombreux pays. Il devient numéro un en Autriche, en Allemagne, en Norvège et en Suisse. Le single atteint également le Top 5 en Islande et en Suède, ainsi qu'à l'Eurochart Hot 100 où il culmine à la 5e place en juillet 1995. De plus, Wish You Were Here est un succès dans le Top 10 au Danemark et en Finlande, et dans le Top 30 en Belgique et aux Pays-Bas. Il est récompensé par un disque d'or en Autriche et en Suisse, avec 25 000 exemplaires vendus, et un disque de platine en Allemagne et en Norvège, où le single s'écoule à 500 000 pièces (en Allemagne).

## Clip musical
Le clip de Wish You Were Here est réalisé par Matt Broadley (en).  Il montre une femme, jouée par la chanteuse Annika Ljungberg, assise dans un pré, chantant pour son homme, un soldat qui a été tué à la guerre. Parfois on aperçoit les membres masculins du groupe habillés comme des soldats, sur un champ de bataille. Ils se tirent dessus et certains se font tirer dessus. Entre les deux, des flashbacks romantiques entre la femme et l'homme nous ramènent à des jours plus heureux. À la fin, la femme traverse le champ de bataille la nuit avec une torche à la main. Elle regarde et chante pour les soldats morts, allongés sur le sol. La vidéo a un ton sépia.  Elle est diffusée sur YouTube en août 2013 et en avril 2021, la vidéo atteint plus de 9,4 millions de vues.

## Liste des titres
| 7" single, Allemagne 1. Wish You Were Here (Radio Edit) — 4:00 2. Wish You Were Here (Live At Brunkeflo Town Hall) — 4:08 12" maxi-single, Allemagne 1. Wish You Were Here (Stampede Remix) — 5:57 2. Wish You Were Here (Radio Edit) — 4:00 3. Wish You Were Here (Live At Brunkeflo Town Hall) — 4:08 4. Hittin' The Hay — 3:19 | CD single, Europe 1. Wish You Were Here (Radio Edit) — 3:56 2. Hittin' The Hay — 3:18 CD maxi, Europe 1. Wish You Were Here (Radio Edit) — 3:56 2. Wish You Were Here (Live At Brunkeflo Town Hall) — 3:57 3. Hittin' The Hay — 3:18 4. Wish You Were Here (Stampede Remix) — 6:05 |

## Classements
| Chart (1995)                            | Peak position |
| --------------------------------------- | ------------- |
| Autriche (Ö3 Austria Top 40)            | 1             |
| Belgique (Flandre Ultratop 50 Singles)  | 50            |
| Belgique (Wallonie Ultratop 50 Singles) | 24            |
| Denmark (IFPI)                          | 10            |
| Europe (Eurochart Hot 100)              | 5             |
| Finland (Suomen virallinen lista)       | 6             |
| Allemagne (Media Control AG)            | 1             |
| Iceland (Íslenski Listinn Topp 40)      | 2             |
| Pays-Bas (Nederlandse Top 40)           | 32            |
| Pays-Bas (Single Top 100)               | 26            |
| Norvège (VG-lista)                      | 1             |
| Suède (Sverigetopplistan)               | 3             |
| Suisse (Schweizer Hitparade)            | 1             |

| Chart (1995)                       | Position |
| ---------------------------------- | -------- |
| Austria (Ö3 Austria Top 40)        | 1        |
| Europe (Eurochart Hot 100)         | 22       |
| Germany (Official German Charts)   | 3        |
| Iceland (Íslenski Listinn Topp 40) | 41       |
| Netherlands (Dutch Top 40)         | 242      |
| Sweden (Sverigetopplistan)         | 16       |
| Switzerland (Schweizer Hitparade)  | 3        |

## Certifications
| Pays                    | Certification | Unités  |
| ----------------------- | ------------- | ------- |
| Autriche (IFPI Austria) | Or            | 25 000  |
| Allemagne (BVMI)        | Platine       | 500 000 |
| Norvège (IFPI Norvège)  | Platine       | 500 000 |
| Suisse (IFPI Suisse)    | Or            | 500 000 |

## Reprises
- En 1995, par le groupe Urgent C sur un maxi-CD[27].
- Par le groupe folk-rock d'inspiration médiévale/renaissance Blackmore's Night sur son premier album Shadow of the Moon (1997)[28], puis dans une autre version sur son album Nature's Light (2021)[29].
- En 2006, la chanson est reprise par l'ancienne candidate du Deutschland sucht den SuperStar Anna-Maria Zimmermann sur son album Love Songs.